# Chrysopidia manipurensis
Chrysopidia manipurensis là một loài côn trùng trong họ Chrysopidae thuộc bộ Neuroptera. Loài này được Ghosh miêu tả năm 1990.